# Јужни голорепи оклопник
Cabassous unicinctus је сисар из реда Cingulata и фамилије Dasypodidae. 

## Угроженост
Ова врста је наведена као последња брига, јер има широко распрострањење и честа је врста.

## Распрострањење
Ареал врсте покрива средњи број држава. 
Врста је присутна у Бразилу, Венецуели, Колумбији, Перуу, Еквадору, Боливији, Гвајани, Суринаму и Француској Гвајани.

## Станиште
Станиште врсте су шуме. 